# Allied Corporation
Allied Corporation est un ancien groupe industriel américain présent dans l'aérospatiale, l'automobile, le pétrole et l'industrie gazière. Ce groupe est issu de l'ancienne Allied Chemical and Dye Corporation.

## Historique
En 1985 Allied fusionna avec Signal Companies et devint Allied-Signal, renommé « AlliedSignal » en 1993. La société racheta Honeywell en 1999 et adopta son nom.

## Source
- (en) Cet article est partiellement ou en totalité issu de l’article de Wikipédia en anglais intitulé « Allied Corp. » (voir la liste des auteurs).